# West Valley City
West Valley City è un comune (city) degli Stati Uniti d'America della contea di Salt Lake nello Stato dello Utah. È un sobborgo di Salt Lake City. La popolazione era di 136 401 persone al censimento del 2018, il che la rende la seconda città più grande dello Stato. La città è stata incorporata nel 1980 dopo la fusione tra quattro aree non incorporate: Granger, Hunter, Chesterfield, e Redwood.

## Geografia fisica
Secondo lo United States Census Bureau, ha un'area totale di 35,5 mi² (91,94 km²).

## Società

### Evoluzione demografica
Secondo il censimento del 2016, c'erano 129 480 persone.
Invece secondo gli ultimi dati del 2018, la città ha una popolazione di 136 401 abitanti.

### Etnie e minoranze straniere
Secondo il censimento del 2010, la composizione etnica della città era formata dal 65,37% di bianchi, l'1,96% di afroamericani, l'1,26% di nativi americani, il 4,97% di asiatici, il 3,64% di oceaniani, il 18,96% di altre razze, e il 3,85% di due o più etnie. Ispanici o latinos di qualunque razza erano il 33,13% della popolazione.